# H2O – Plötzlich Meerjungfrau
H2O – Plötzlich Meerjungfrau (Originaltitel: H2O: Just Add Water; kurz: H2O) ist eine australische Jugendserie von Jonathan M. Shiff. Produziert wurde die Serie von 2006 bis 2009 von Shiffs Produktionsfirma Jonathan M. Shiff Productions in Zusammenarbeit mit ZDF Enterprises. Sie handelt von drei Teenager-Mädchen und ihren normalen Teenagerproblemen, mit dem Unterschied, dass sie nebenbei noch Meerjungfrauen sind. Die erste Episode wurde am 7. Juli 2006 von dem australischen Fernsehsender Network Ten ausgestrahlt, während die deutschsprachige Erstausstrahlung am 30. Juli 2007 im KiKA erfolgte.
Eigentlich nur für zwei Staffeln geplant, wurde aufgrund des großen Erfolges noch eine dritte Staffel produziert. Ebenso entstanden als Ableger die Serie Mako – Einfach Meerjungfrau (2013–2016) und die Animationsserie H2O – Abenteuer Meerjungfrau (2015).

## Handlung
Die Serie handelt von drei Freundinnen (Emma, Rikki und Cleo in den ersten beiden Staffeln und Bella, Rikki und Cleo in der dritten Staffel), die sich in Meerjungfrauen verwandeln können. Um dies geheim zu halten, führen sie mehr oder weniger ein Doppelleben als Mensch und als Meerjungfrau.

### Staffel 1
In der ersten Staffel werden die drei zu Meerjungfrauen und werden damit konfrontiert, dass sie dies geheim halten müssen.
Zu Beginn der Staffel stranden die beiden Freundinnen Emma und Cleo und ihre neue Mitschülerin Rikki bei einer gemeinsamen Bootstour auf der Insel Mako Island. Sie gelangen in einen Kratersee (Mondsee), den sie nur durch Tauchen wieder verlassen können. Da Cleo jedoch wasserscheu ist, brauchen sie so lange, bis der Vollmond durch den Krater scheint. Am nächsten Tag stellen sie fest, dass sie zehn Sekunden nach Kontakt mit Wasser zu Meerjungfrauen werden und sich erst wieder zurückverwandeln, wenn sie trocken sind.
In den folgenden Folgen stellen die drei fest, dass jede von ihnen eine besondere Fähigkeit besitzt: Cleo kann Wasser in jede erdenkliche Form bringen, Emma kann Wasser gefrieren lassen und Rikki kann es erhitzen. Obwohl sie beschließen, dies geheim zu halten, erfährt Lewis, der Freund von Cleo, dass sie Meerjungfrauen sind.
Ab Folge 4 taucht Louise Chatham auf und macht Andeutungen über die drei. In Folge 7 werden sie von ihr davor gewarnt, in den Vollmond oder seine Spiegelungen zu blicken. Sie stellen fest, dass sie sich sonst bis Monduntergang seltsam verhalten.
Im weiteren Verlauf der Staffel taucht Dr. Linda Denman, eine Meeresbiologin, auf, bei der Lewis versehentlich eine Probe von Cleo liegen lässt. Dr. Denman stellt fest, dass sie sich bei Kontakt mit Wasser in eine ganz andere Probe verwandelt. Lewis kann jedoch dafür sorgen, dass sie wieder abreist, ohne die Hintergründe der Probe zu erfahren.
Die Serie dreht sich nun um kleinere Nebengeschichten und hin und wieder um den Vollmond. In Folge 13 muss Emma den arroganten Geschäftsmannssohn Zane aus dem untergehenden Boot Mrs Chathams retten, wobei er Emma von hinten als Meerjungfrau erkennen kann. Im weiteren Verlauf der Staffel sucht und findet Zane immer wieder Hinweise, die auf eine Existenz von Meermenschen hindeuten. Gleichzeitig freundet er sich mit Rikki an (wovor sie Mrs Chatham eindringlich warnt). Die drei Freundinnen finden heraus, dass Mrs Chatham und ihre Freundinnen Gracie und Julia vor 50 Jahren ebenfalls dort zu Meerjungfrauen geworden sind, und bekommen von ihr ihre Erinnerungsstücke in Form je eines Anhängers.
Gegen Ende der ersten Staffel taucht Dr. Denman zu Fischzählungsforschungen wieder auf. Zane überredet sie, auch nach Hinweisen auf Meerjungfrauen zu suchen. Dabei entdeckt und erkennt sie die drei als Meerjungfrauen auf den Aufnahmen einer automatischen Unterwasserkamera.
Durch die Freundschaft zwischen Rikki und Zane werden Emma, Rikki, Cleo und Lewis zwar indirekt gewarnt, dennoch gelingt es Dr. Denman, die drei einzusperren, um Emma, Rikki und Cleo als Meerjungfrauen wissenschaftlich zu untersuchen.
Als Zane erfährt, dass eine der Meerjungfrauen Rikki ist, helfen er und Lewis ihnen zu entkommen. Louise legt ihnen nahe, ihr Meerjungfrauendasein bei einer Mondfinsternis aufzugeben, um kein wissenschaftliches Interesse auf sich zu ziehen. Um den geplanten Zweck nicht zu gefährden, verheimlicht sie ihnen, dass diese Wirkung nur für zwölf Stunden anhält. Dr. Denman bekommt mit, dass die drei ihre Kräfte aufgeben wollen, kann es allerdings nicht verhindern und reist daher ab, ohne die Ergebnisse zu veröffentlichen.
Die Staffel endet damit, dass sich Zane und Rikki trennen und die drei anschließend herausfinden, dass ihre Kräfte immer noch existieren.

### Staffel 2
In der zweiten Staffel geht es hauptsächlich um Charlotte, die Lewis und dem Geheimnis der drei Meerjungfrauen immer näher kommt. Außerdem kämpft sie wegen Lewis gegen das Trio, vor allem jedoch gegen Cleo.
Zu Beginn der zweiten Staffel geraten Emma, Cleo und Rikki unter Vollmondeinfluss und schwimmen nach Mako Island, wo sie stärkere Kräfte erhalten: Cleo kann nun auch den Wind kontrollieren, Emma kann nun auch trockene Sachen gefrieren lassen und Rikki kann Feuer und Blitze erzeugen. Als sie am nächsten Morgen jedoch nicht mehr unter Vollmondeinfluss stehen, müssen sie feststellen, dass sie ihre Kräfte nicht mehr richtig dosieren können.
Sie lernen die neue Mitschülerin Charlotte kennen und holen sich von ihr Anregungen, die sie auf ihre Kräfte übertragen können. Lewis versucht Cleo beim Üben zu unterstützen, diese empfindet dies jedoch eher als erdrückend, so dass sich die beiden trennen.
In der dritten Folge taucht Zane wieder auf. Er geht nach wie vor davon aus, dass die drei ihr Meerjungfrauendasein aufgegeben haben. Während er versucht, wieder eine Beziehung zu Rikki aufzubauen, stellt er schnell fest, dass sie immer noch ihre Kräfte besitzt. Tatsächlich kommen die beiden wieder zusammen.
Lewis belastet die Trennung von Cleo. Dennoch trifft er sich oft mit Cleo und den anderen. Charlotte zeigt sich ihm gegenüber hilfsbereit und kommt damit langsam Lewis näher. Auch Cleo kommt mit der Trennung nicht ganz zurecht, so dass sie sehr schnell ein ausgeprägtes Misstrauen gegenüber Charlotte entwickelt.
Während Emma und Cleo in gewöhnlichen Einfamilienhäusern und Zane mit seinem Vater in einem deutlich teureren Gebäude lebt, erfährt man über den Wohnort von Lewis und insbesondere von Rikki zunächst nichts. In Folge 34 wird deutlich, dass weder Lewis noch Cleo und Emma ihre Adresse kennen. Zane gegenüber deutet sie sogar eine falsche Adresse an. Dies liegt daran, dass sich Rikki für ihr Zuhause schämt, denn sie lebt mit ihrem Vater in einem Wohntrailer. Zane gibt daraufhin Emma und Cleo zu erkennen, dass Rikki ihm unabhängig von ihren Wohnverhältnissen viel bedeutet, er mit ihr zusammen ist und weiß, dass sie noch immer Meerjungfrauen sind, so dass am Ende der Folge Rikki mit Selbstvertrauen den anderen ihren Wohnort zeigt. Als drei Folgen später bei dessen Finanzierung Schwierigkeiten bekannt werden, ist ihr Stolz so groß, dass sie auf alle Fälle allein das notwendige Geld verdienen will. Dies führt zu Spannungen zwischen den Freundinnen, bis Rikki schließlich bei einem Unfall an körperlicher Erschöpfung kollabiert.
In Folge 35 trifft Emma den Reitlehrer Ash, der sie so sehr beeindruckt, dass sie sich schnell gegenseitig verärgern. In Folge 40 übernimmt Ash als Geschäftsführer das Juice-Net-Café, Emmas Arbeitsplatz und häufiger gemeinsamer Treffpunkt der Freunde. Sofort kommt es zwischen den beiden wieder zu Spannungen, bis Ash Emma nach einem Missverständnis entlässt. Bald darauf erkennt Ash es als solches, stellt sie wieder ein und freundet sich mit ihr an. Die beiden kommen sich näher, wobei sich Emma gegen den Vorschlag wehrt, Ash das Meerjungfrauengeheimnis zu erzählen.
In Folge 45 taucht Max Hamilton auf. Er war der Freund von Gracie, die sich als Charlottes Großmutter herausstellt, und übernahm im Verband von Louise, Gracie und Julia eine ähnliche Stellung wie Lewis. Er rät Lewis dazu, zu Cleo zu stehen und gibt ihm eigene Forschungsergebnisse um Lewis die Lösung ungelöster Fragen bezüglich der Meerjungfrauen zu ermöglichen. Da Charlotte gegenüber dem Trio inzwischen genauso misstrauisch ist, wie Cleo gegenüber Charlotte, verschafft sie sich Zugang zu den Forschungsergebnissen und erfährt von dem Geheimnis der Meerjungfrauen.
Charlotte ist nun überzeugt, dass Lewis Cleo mehr mag als sie und dass dies darauf zurückzuführen ist, dass Cleo eine Meerjungfrau ist. Nach einem Streit mit Lewis fährt sie bei Vollmond zum Mondsee und badet absichtlich darin, so dass sie ebenfalls zur Meerjungfrau wird.
Nachdem die drei erkennen, das Charlotte eine Meerjungfrau ist, geben sie ihr eine Chance, sie in ihre Gemeinschaft aufzunehmen. Dennoch schaffen es die drei nicht, ein Vertrauensverhältnis zu ihr aufzubauen. Insbesondere Rikki stemmt sich gegen ein freundschaftliches Verhältnis mit Charlotte. Zudem müssen die drei feststellen, dass Charlotte alle drei Kräfte besitzt. Diese setzt sie des Weiteren auch offensiv gegen Leute ein, die sie ärgern, und schließlich auch gegen Rikki, Cleo und Emma, denen sie sich überlegen fühlt.
Schnell entwickelt sich die Serie zu einem Streit zwischen den alten und der neuen Meerjungfrau, in dem Lewis nur noch zu einem Spielball wird und selbst die Kämpfe zwischen den beiden Gruppen kaum noch mitbekommt.
Lewis wird erst misstrauisch, als Charlotte Cleo ihren Anhänger abnimmt und Lewis gegenüber erklärt, sie hätte ihn ihr geschenkt. Cleo fühlt sich dadurch alleingelassen. Als sie zudem noch Stress in ihrer Familie bekommt, sendet sie einen Hilferuf an Lewis und flieht nach Mako Island. Nachdem Lewis erkennt, dass Charlotte mithilfe von Intrigen jeglichen Kontakt zu Cleo unterbinden will, bricht er die Beziehung zu ihr ab und sucht nach Cleo, so dass die beiden wieder zusammenkommen.
Charlotte ist nun verärgert. Zudem steht für sie der erste Vollmond an. Max warnt Lewis, dass eine besondere Planetenkonstellation (50-Jahre-Vollmond) die Wirkung dieses Vollmonds ändert, so dass die Meerjungfrauen ihre Kräfte für immer verlieren, wenn sie bei diesem Vollmond im Mondsee baden. Es wird in der Serie nicht klar, ob sich die vier in dieser Nacht noch kontrollieren können, wenn sie in den Vollmond blicken.
Rikki und Cleo beschließen bei Emma zu übernachten. Charlotte folgt ihnen und greift sie von außen an, indem sie sämtliches Wasser im Haus verrückt spielen lässt. Dabei verärgert und verwundert sie Ash, der sich zu diesem Zeitpunkt ebenfalls in Emmas Haus eingefunden hat. Er bricht mit Emma, weil sie ihm die Merkwürdigkeiten nicht erklären will. Um Charlotte zu stoppen, lockt Lewis sie nach Mako Island. Da Cleo Lewis nicht mit Charlotte allein lassen will, folgen die anderen ihr zum Mondsee, wo es dann zu einem offenen Kampf zwischen ihnen kommt. Bei diesem Kampf landet Charlotte im Mondsee und verliert dadurch ihre Kräfte.
Am Ende der Staffel gibt Charlotte ihr Werben um Lewis auf und versöhnt sich wieder mit den anderen. Emma zeigt Ash ihr Geheimnis und kommt damit wieder mit ihm zusammen. Damit sind am Ende der Staffel alle drei Meerjungfrauen wieder mit ihrem Freund zusammen.

### Staffel 3
In der dritten Staffel geht es im Wesentlichen um die neue Meerjungfrau Bella und um den Wasser-Tentakel.
Zu Beginn der dritten Staffel erfährt man, dass sich Emma auf Weltreise befindet. Außerdem ist der Vollmond für die beiden übrig gebliebenen Meerjungfrauen Cleo und Rikki zunächst nicht mehr gefährlich.
Zane hat (nach einer Idee von Rikki) das leerstehende Juice-Net-Café gekauft und will es zusammen mit Rikki als Rikki’s leiten. Da ihnen der Vollmond keine Probleme mehr macht, setzen sie als Eröffnungstermin den Vollmondtag 7. Februar fest. Doch geleeartiges Wasser (Tentakel) versucht zunächst Cleo zu attackieren. Als sich Bella, die Sängerin des Cafés, Rikki und Cleo treffen, beobachten die beiden, wie das Wasser Rikki ins Meer zieht und mit ihr zum Mondsee schwimmt. Cleo springt ebenfalls ins Wasser, um Rikki zu helfen. Bella springt ihr hinterher und gibt sich damit ebenfalls als Meerjungfrau zu erkennen. Bella besitzt ebenfalls eine Fähigkeit, sie kann Wasser in eine gelatineartige Substanz (Glibber) verwandeln, mit dessen Hilfe sie den Tentakel zerstören und Rikki befreien können. Außerdem kann Bella das Wasser erhärten, was sie später nutzt, um einen trockenen Weg durch einen Fluss zu schaffen.
In der Mondseehöhle finden sie den Apnoetaucher Will auf, der in die Höhle getaucht ist und dort vom Wassertentakel angegriffen wurde. In den weiteren Folgen kommt Will durch seine Nachforschungen über den Tentakel und weil er sich zeitgleich mit Bella anfreundet, dem Meerjungfrauengeheimnis immer näher, bis er es in Folge 62 (Bella) bzw. 64 (Cleo und Rikki) herausfindet. Zeitgleich freundet sich Cleos getrennt lebender Vater mit Sam an.
An Vollmondtagen werden die Mädchen nun immer wieder von dem Tentakel angegriffen. In Folge 58 stellt Lewis fest, dass das Wasser aus Mako Island nun seltsame magische Fähigkeiten besitzt.
In Folge 59 taucht Sophie, die Schwester von Will auf. Sie ist die Tauchtrainerin von Will und bekommt mithilfe von Intrigen einen Job im Café. In Folge 65 bekommt Lewis ein Stipendium als Meeresbiologe in Amerika und zieht daher dorthin.
Während die Mädchen kleine Kristalle finden, die sie nun als Ersatz für die bisherigen Anhänger tragen, beginnt Sophie sich im Café hochzuarbeiten und Zane zu umgarnen. Schließlich trennt sich Rikki von ihm. Will ist von dem harten Training genervt und beschließt seine Taucherkarriere aufzugeben.
Rikki beginnt den Tentakel nicht mehr als Feind zu verstehen, sondern als eine Art Freund, der ihnen etwas sagen will. Die Freunde finden heraus, dass die Kristalle, die sie als Anhänger nutzen, Mondlicht speichern und damit eine große magische und magnetische Wirkung haben.
In Folge 74 überzeugt Rikki die anderen schließlich, sich vom Tentakel einfangen und nach Mako Island bringen zu lassen. Der Tentakel zeigt ihnen eine Art Film, in dem sie einen Kometen sehen. Nachdem der Film zunächst abbricht, als Zane und Will im Mondsee auftauchen, gelingt es den dreien in Folge 77, den ganzen Film zu sehen, indem sie durch ihre Kristalle einen Vollmond simulieren. Er zeigt, dass ein Komet auf der Erde einschlagen und große Verwüstungen anrichten wird.
Derweil steckt das Café in großen finanziellen Schwierigkeiten. Sophie überredet Zane, Ryan, einen Gesteinsexperten, der wertvolle Kristalle auf Mako Island vermutet, zu finanzieren, um das Café so zu retten. Dabei sprengt Ryan den Mondsee auf Mako Island. Er bleibt zwar begehbar, verliert dadurch jedoch seine magischen Fähigkeiten.
Da ihnen die magischen Fähigkeiten des Mondsees nun nicht mehr zur Verfügung stehen, müssen Bella, Rikki und Cleo ihre eigenen Fähigkeiten nutzen, um den Kometen an der Erde vorbeizulenken. Sie erzeugen eine Säule aus Wasser und Blitzen, die den Kometen schließlich umlenkt.
Die Serie endet für Bella, Rikki und Cleo mit einem erfolgreichen Schulabschluss sowie mit einigen vagen Aussagen: Sophie deutet an, sich zurückzuziehen, die Beziehung zwischen Zane und Rikki scheint sich zu verbessern und Lewis taucht überraschend bei der Abschlussfeier auf, offenbar aufgrund von Cleo.

## Haupthandlungsorte
- Mako Island: Mako Island ist eine fiktive Vulkaninsel im Pazifischen Ozean nahe Australiens Küste. Hier wurden Emma, Rikki und Cleo durch das Baden im mondbeschienenen Wasser in einer der Höhlen des erloschenen Vulkans zu Meerjungfrauen.
- Sea World: In der Serie heißt der Vergnügungspark Marine Park. Hier arbeitet Cleo.

Die Serie wurde an der australischen Gold Coast gedreht.

## Figuren

### Hauptfiguren

#### Cleo Sertori
Cleo lebt mit ihrer kleinen Schwester Kim, ihrem Vater Don und ihrer Mutter Bev in einem Haus. Im Gegensatz zu Emma streitet sie sich häufig mit ihrer Schwester, da Kim eine Zicke ist, die ihre Schwester bei jeder sich bietenden Gelegenheit ärgern will. In der zweiten Staffel hat sich Bev von Don getrennt und die Familie verlassen. Als sich Don am Anfang der dritten Staffel mit Sam anfreundet, unterstützt Cleo die Beziehung, so dass die beiden schließlich heiraten.
Sie hat verschiedene feste Jobs im Vergnügungspark Marine World. Zu Beginn der ersten Staffel arbeitet sie in dem Delfin-Aquarium, später wird sie dort Eisverkäuferin. In der dritten Staffel bekommt Cleo dort ihre eigene Delfin-Show.
Im Laufe der ersten Staffel erkennt sie, dass sie mehr als nur Freundschaft für Lewis empfindet, den sie schon von klein auf kennt. Sie kommt mit ihm zusammen, trennt sich zu Beginn der zweiten Staffel aber wieder von ihm. Während der zweiten Staffel pflegt sie ein feindschaftliches Verhältnis zu Lewis’ neuer Freundin Charlotte, die aus Eifersucht diverse Intrigen gegen Cleo spinnt. Gegen Ende der zweiten Staffel durchschaut Lewis Charlotte und kommt wieder mit Cleo zusammen.
Cleo als Meerjungfrau
Cleo braucht von allen dreien am längsten, um mit der neuen Situation als Meerjungfrau zurechtzukommen.
Mithilfe ihrer Fähigkeit kann sie Wasser formen, wie sie will. Dazu kann sie Wasser unendlich weit ausdehnen und es quasi explodieren lassen. In der zweiten Staffel kann Cleo auch den Wind kontrollieren.

#### Emma Gilbert
Auch Emma lebt mit ihrem kleinen Bruder Elliot, ihrer Mutter Lisa und ihrem Vater Neil in einem Haus. In der Serie wird Emmas Familie so dargestellt, dass sie enger zusammenhält und mehr miteinander reden als in Cleos Familie, wenngleich Emma ihrer Familie nichts von ihrem Meerjungfrauendasein erzählt. Dies äußert sich zum Beispiel dadurch, dass sie ihren Urlaub unbedingt zusammen als eine Familie verbringen wollen. Zur dritten Staffel verlässt Emma mit ihrer Familie die Serie, um eine Weltreise zu machen.
Während der ersten Staffel hat Emma keinen festen Freund, wirft jedoch hin und wieder einmal ein Auge auf den Sportler Byron. In der zweiten Staffel trifft sie den Reitlehrer Ash und freundet sich mit diesem an. Trotz ihrer engen Freundschaft und der zahlreichen Merkwürdigkeiten durch ihr Meerjungfrauendasein entschließt sie sich, ihm ihr Geheimnis nicht zu verraten. Dies wird in der Serie so dargestellt, als ginge ihr es bei dieser Entscheidung ums Prinzip. Nachdem der Konflikt mit Charlotte beigelegt ist, zeigt sie es ihm doch noch.
Emma als Meerjungfrau
Vor ihrer Verwandlung zur Meerjungfrau wird Emma als ambitionierte Schwimmsportlerin beschrieben. Da sie nach ihrer Verwandlung in eine Meerjungfrau nicht mehr öffentlich mit Wasser in Berührung kommen darf, muss sie nun ihr bisheriges Leben erst einmal hinter sich lassen. Danach zeigt sie sich jedoch offen für die neue Situation und gewöhnt sich schnell an sie.
Ihre magische Fähigkeit als Meerjungfrau ermöglicht es Emma, Wasser gefrieren zu lassen. Sie kann auch die Flüssigkeiten eines Stoffes oder Türschlösser erstarren lassen oder von innen aufsprengen. In der zweiten Staffel wird ihre Kraft verstärkt, so kann sie auch auf einer – eigentlich trockenen – Tischplatte Eis erzeugen oder es schneien lassen.

#### Rikki Chadwick
In der ersten Staffel bleiben Rikkis Zuhause und ihre Eltern vorerst unbekannt. In der Folge „Falsche Adresse“ erfährt man, dass sie allein mit ihrem Vater Terry in einem heruntergekommenen Trailer-Park lebt. Da sie mit Zane, dem Sohn reicher Eltern zusammen ist, schämt sie sich dafür und lässt sich in der Nähe einer fremden Adresse absetzen. Als Zane ein von Nate gestohlenes Harley-Emblem zurückbringen und heimlich befestigen will, wird er von Terry davon gejagt und beleidigt ihn auf der Flucht als asozial und seine Harley als Schrott. Obwohl Rikki sich nicht scheut, unverblümt ihre Position darzustellen, macht sie mit Zane kommentarlos Schluss. Der will sie an ihrer Adresse zur Rede stellen und erfährt, dass sie falsch ist. Als er das Emblem zum zweiten Mal heimlich anbringen und die Harley zum Laufen bringen will, wird er von Rikki entdeckt und beschimpft, bis er erklärt, dass er sie liebt und nur das Emblem anbringen will. Der Krach lockt Rikkis Vater vor die Tür, der auf ihn losgehen will, doch Zane startet die jahrelang defekte Harley, bevor Terry ihn packen kann und wird über den wahren Sachverhalt aufgeklärt. Die daraus resultierende neue Freundschaft zwischen Terry und Zane wird mit einem Grillfest gefeiert, wo er sich als äußerst geschickt in der Bedienung des Grills erweist.
Im Laufe der ersten Staffel kommt sie mit Zane zusammen, hält dies vor ihren Freundinnen geheim, was ihr aber nicht lange gelingt.
In dem Ableger Mako – Einfach Meerjungfrau erfährt man, dass Rikki als Erwachsene eine berühmte Buchautorin geworden ist, die weiterhin als Meerjungfrau unter Wasser taucht und die dabei gefundenen Schätze mit Hilfe einer Stiftung auf der ganzen Welt ausstellt.
Rikki als Meerjungfrau
Sie sieht die neue Situation als Meerjungfrau als eine Art Abenteuer an, und da sie ohnehin neu in die Stadt gekommen ist, findet sie sich am schnellsten mit ihrem Meerjungfrauendasein und den damit verbundenen Nachteilen gegenüber der Öffentlichkeit zurecht.
Sie kann Wasser erwärmen, kochen lassen oder zum Verdunsten bringen. Dadurch kann sie sich beispielsweise selbst trocknen. Rikkis verstärkte Kräfte in der zweiten Staffel erlauben es ihr, Feuer zu erzeugen und Blitze zu schleudern.

#### Isabella „Bella“ Hartley
Bella ist ab der dritten Staffel als neue Meerjungfrau dabei. Sie ist Meerjungfrau, seit sie neun Jahre alt ist. Bella wurde in einem See in Irland verwandelt. Als Will ihr Geheimnis erfährt, freundet sie sich mit ihm an und kommt später mit ihm zusammen. Sie singt als Sängerin im Café Rikki‘s.
Bella als Meerjungfrau
Bella kann die Viskosität von Flüssigkeiten manipulieren. Dadurch kann sie Wasser zu einer Art Gelee umwandeln, das jedoch nach kurzer Zeit wieder flüssig wird, wenn sie den Effekt nicht aufrechterhält. Sie kann den Vorgang auch weiter fortsetzen, dadurch wird die Flüssigkeit zu einer Art Glas, das stabil ist und sich nicht zurückverwandelt. Zusammen mit Cleo kann sie so zum Beispiel aus Wasser Figuren erstellen.

#### Lewis McCartney
Er ist ein Freund des Meerjungfrauen-Trios und kennt von Anfang an ihr gemeinsames Geheimnis und ihre besonderen Kräfte. Er selbst besitzt zwar keine magischen Fähigkeiten, ist aber ein sehr begabter Wissenschaftler. Er bringt eine gewisse Zuneigung für Cleo mit und hilft den Meerjungfrauen, wann immer er kann. Im Laufe der ersten Staffel kommt er mit Cleo zusammen, was jedoch zu Beginn der zweiten Staffel wieder vorbei ist. Nachdem Cleo sich von ihm getrennt hat, hat er Charlotte als Freundin, am Ende der zweiten Staffel kommt er wieder mit Cleo zusammen.
In der Mitte der dritten Staffel zieht Lewis nach Amerika, um ein Stipendium als Meeresbiologe wahrzunehmen, kommt jedoch in der letzten Folge wieder zurück.
Lewis angelt gern.

#### William „Will“ Benjamin
Will kommt in der dritten Staffel dazu. Er ist ein Apnoetaucher, ein Sporttaucher, der ohne technische Hilfsmittel taucht. Dazu wird er von seiner Schwester Sophie trainiert.
Will wohnt auf Wunsch seiner Eltern in einem umgebauten Bootshaus.
Will freundet sich mit Bella an. Nachdem er ihr Geheimnis erfährt und Lewis auswandert, ist er für das Trio die erste Ansprechperson, um magische Probleme zu diskutieren.

### Nebenfiguren

#### Charlotte Watsford
Charlotte ist die Enkelin von Gracie. Sie kommt zu Beginn der zweiten Staffel neu in die Schule und zeigt von Anfang an großes Interesse an Lewis, der gerade mit Cleo Schluss gemacht hat und kommt mit ihm zusammen. Eifersüchtig versucht sie danach mit allen Mitteln, Lewis von seiner wahren Liebe Cleo fernzuhalten.
Im Laufe der Staffel kommt sie dem Geheimnis von Rikki, Cleo und Emma immer näher. Gegen Ende der zweiten Staffel findet sie heraus, dass Gracie und bald darauf auch, dass Rikki, Emma und Cleo Meerjungfrauen sind. Nachdem sie in Folge 47 absichtlich bei Vollmond im Mondsee badet, wird sie ebenfalls eine Meerjungfrau, aber mit mehreren starken Kräften. Zunächst wollen die drei anderen sie unterstützen, sie lehnt aber ab, da sie sich für die einzig wahre Meerjungfrau hält. Beim Versuch, in der Grotte Cleo wieder zurück zu verwandeln kommen Emma und Rikki Cleo zu Hilfe, welche dadurch auch in Schwierigkeiten geraten. Schlussendlich verliert sie die Kraftprobe gegen die 3 und ihr Meerjungfrauendasein, da sie bei dem 50-Jahre-Vollmond in den Mondsee befördert wird.
Sie kann sehr gut zeichnen.
Charlotte als Meerjungfrau
Sie besitzt alle Fähigkeiten der anderen Meerjungfrauen, später auch die erweiterten Kräfte, die das Trio in einer besonderen Vollmondnacht in der ersten Folge der zweiten Staffel hinzu bekam.

#### Zane Bennett
Er ist der Sohn eines Geschäftsmannes, dessen Charakter sich im Verlauf der Serie entwickelt (unter dem Einfluss von Rikki) und der sich vom Einfluss seines Vaters befreit. Am Anfang der Serie ist er gemein zu dem Trio, doch später keimt eine Zuneigung für Rikki auf, die er verschiedentlich hinter seine selbstherrliche Fassade schauen lässt. Zane und Rikki kommen zusammen. Als Zane von Emma vor dem Ertrinken gerettet werden muss, wird er wie besessen von dem Gedanken, dass Meerjungfrauen existieren könnten. Er überredet Dr. Denman, nach Meerjungfrauen zu suchen. Als sie das Geheimnis entdeckt, will Zane Rikki und die anderen davor bewahren, als Sensation an die Wissenschaft verkauft zu werden. Obwohl ihm das gelingt, trennen sich die beiden am Ende der ersten Staffel wieder.
Zane wechselt die Schule. In der dritten Folge der zweiten Staffel (Alte Liebe rostet nicht) taucht Zane wieder auf. Sein Vater wollte auf Mako Island ein Besucherparadies bauen, was verhindert werden konnte. Er zeigt Rikki, dass er sie noch immer liebt und die beiden kommen wieder zusammen. Dabei erfährt er dann auch durch Zufall, dass Cleo, Emma und Rikki trotz ihrer Kräfteaufgabe (am Ende der ersten Staffel) immer noch Meerjungfrauen sind. Er besitzt ein rotes Festrumpfschlauchboot, ist ein hervorragender Schwimmer und Taucher, fährt Motocross und offenbart im Laufe der Serie große handwerkliche Fähigkeiten, die ihm sogar die Sympathie von Rikkis Vater einbringen. Für EDV- und Ingenieurleistungen muss er jedoch immer wieder auf die Expertise von Lewis zurückgreifen, teilweise auch entgeltlich. In der Folge Der Filmpreis versucht er, um Mako Island zu surfen und wird dabei von Haien angegriffen. Rikki schafft es, ihn zu retten, indem sie das Wasser erhitzt und so die Haie vertreibt.
In der dritten Staffel leitet er zunächst zusammen mit Rikki das Rikki’s-Café. Da Sophie beginnt, Zane zu beeinflussen, trennt sich Rikki erneut von ihm, wobei Zane nach wie vor zu Rikki steht. Zane bevorzugt schwarze und dunkelrote Kleidung.

#### Miriam Kent
Miriam ist das „Mädchen“ für Zane. Sie ist ebenso verzogen wie arrogant. In einer Folge versucht sie, Emmas Kette zu stehlen, wird jedoch von Rikki beobachtet, welche ihr die Kette wieder abnimmt. In einer anderen Folge verlangt sie einen Kuss von Zane für eine Kette, die er später Rikki schenken will. Sie versteht nicht, wieso Zane hinter Rikki her ist, und hasst Rikki dafür. In der zweiten Staffel taucht sie nicht mehr auf.

#### Tiffany
Tiffany ist die beste Freundin von Miriam und meistens an ihrer Seite zu sehen. In der zweiten Staffel taucht sie nicht mehr auf.

#### Nate
Nate ist ein Kumpel von Zane, verhält sich gegenüber anderen rücksichtslos und besitzt den schwarzen Gürtel im Karate. Er benutzt diese Fähigkeiten öfter in der Serie, um sich gewaltsam Recht zu verschaffen. Bei einem Versuch, mit Gewalt von Lewis Geld zu erpressen und sein Boot zu stehlen, bekommt er von der frischgebackenen Meerjungfrau Charlotte seine Grenzen aufgezeigt und ist nach diesem Erlebnis sehr viel zurückhaltender. Ab Staffel 3 spielt er mit seiner Band im „Rikki’s“. Er zeigt von Beginn der Staffel 3 eine gewisse Zuneigung zu Bella, die auch mit ihm in der Band singt. Aber in der Folge Strandparty, kommt Bella mit Will zusammen. Seitdem macht er sich wieder an Cleo heran.

#### Dr. Linda Denman
Sie ist eine junge, hübsche, ehrgeizige Meeresbiologin, die eine von Lewis versehentlich liegengelassene Probe von Cleos Fußnägeln untersucht und eine abnorme Verhaltensweise bei Kontakt mit Wasser feststellt. Sie bittet Lewis, ihr mehr von seiner Probe zu geben. Doch Lewis hält dem Trio die Treue und tut alles, um weiterhin ihr Geheimnis zu wahren. In einer Folge findet sie auf Mako Island am Mondsee eine von Cleos Fischschuppen und kommt schließlich sogar hinter das Geheimnis der Nixen. Da aber gerade eine Mondfinsternis ist, können sie ihre Kräfte durch ein Bad im Mondsee für zwölf Stunden aufgeben und Dr. Denman denken lassen, sie wären nun für alle Zeiten wieder ganz normale Mädchen. Zu diesem Zeitpunkt glauben sie auch selbst daran.

#### Byron
Byron ist Sportler und hat ein Auge auf Emma geworfen, genau wie sie auf ihn. In der ersten Staffel hilft Emma ihm, das Schwimmturnier zu gewinnen. In der zweiten Staffel taucht er nicht mehr auf.

#### Ash Dove
Er kommt erst in der zweiten Staffel dazu. Zuerst kennen ihn Emma und ihr kleiner Bruder nur durch den Reitunterricht. Emma findet Ash in der ersten Zeit sehr angeberisch und nervend, weil er ihr immer alles erklären will. Nach einiger Zeit wird Wilfred, der Chef des Juice-Net-Café, durch ihn ersetzt, und nachdem sie merkt, dass Ash ganz okay ist, freundet sie sich mit ihm an. Nach einer Weile kommen die beiden sogar zusammen. Außerdem zeigt Emma Ash am Ende der zweiten Staffel, dass sie sich beim Kontakt mit Wasser in eine Meerjungfrau verwandelt. Für Ash ändert das jedoch nichts an seiner Zuneigung zu Emma. In der dritten Staffel taucht er nicht mehr auf.

#### Sophie Benjamin
Sophie ist Wills ältere Schwester, die großen Einfluss auf ihn hat, der nicht zwingend positiv ist. Des Weiteren ist sie in Zane verliebt, und es gelingt ihr sogar, dessen Beziehung mit Rikki zu zerstören, indem sich die beiden – von Rikki beobachtet – küssen. Sie arbeitet im Rikki’s. Außerdem will Sophie verhindern, dass Will und Bella zusammenkommen. Sophie, Zane und Ryan fahren nach Mako Island und zerstören den Ort der Meerjungfrauen.

#### Louise, Gracie, Julia, Max und Carl
Miss Louise Chatham: Sie erscheint ab und zu bei Cleo und gibt ihr rätselhafte Hinweise und Ratschläge. Sie kennt das Geheimnis der Mädchen und weiß mehr als Cleo, Emma und Rikki. Sie war mit ihren zwei Freundinnen früher auch in der gleichen Situation wie Cleo und die anderen heute. Durch ihre vagen Äußerungen kann man bis jetzt schließen, dass zwischen ihnen etwas passiert ist. Doch Cleo kann kein vernünftiges Gespräch führen, da die Dame immer plötzlich erscheint und dann wieder verschwindet. Mittlerweile sind sie alle doch sehr eng befreundet und sie helfen sich gegenseitig bei Problemen. Sie ist die einzige, die als alte Dame bei Cleo, Rikki und Emma auftaucht. Ihr Charakter ist wie der von Emma: einfühlsam, entschlossen und zielstrebig. Emma trägt ihren Anhänger. Miss Chatham hat ihn ihr geschenkt, weil sie meinte, dass alle drei Anhänger zusammen sein sollten.
Gracie: Sie gab ihre Kräfte und ihr Dasein als Meerjungfrau bei dem Vollmond, bei dem alle Planeten auf der gleichen Bahn mit dem Mond stehen, auf. Sie war mit Max zusammen. Außerdem ist sie die Großmutter von Charlotte und vom Charakter her ähnelt Gracie sehr Cleo, weil beide sympathisch, naiv und etwas unsicher sind. Cleo trägt auch ihren Anhänger. Emma hat diesen am Grund vom Mondsee gefunden.
Julia: Sie hat ihrem Freund Carl alles erzählt, der dann von ihr Fotos als Meerjungfrau gemacht hat. Darum zerbrach die Freundschaft von Louise, Julia und Gracie. Hinterher vertrugen sie sich aber doch wieder. In einer der letzten Folgen der ersten Staffel erfährt man, dass sie gestorben ist. Julia hat mit Rikki viel gemeinsam, zum Beispiel war sie auch sehr zickig, loyal, aber auch klug. Rikki trägt ihren Anhänger, nachdem Zane ihn Miriam „abgekauft“ hat. (Miriam hat ihn in dem Laden gekauft, in dem Rikki ihn gesehen hat, nur um Rikki zu ärgern.)
Max Hamilton:
Er hat vor 50 Jahren auch versucht das Geheimnis von Mako Island zu lüften. Er hat Gracie, Julia und Louise, so wie Lewis, geholfen. Die Anhänger, die jetzt Rikki, Emma und Cleo haben, wurden von ihm gemacht. Gracie war die unerfüllte Liebe seines Lebens. Nachdem er hinter das Geheimnis von Rikki, Emma und Cleo kommt, hilft er Lewis. Er ist aber auch dafür verantwortlich, dass Charlotte herausfindet, dass Rikki, Emma und Cleo Meerjungfrauen sind, indem er ihr das Geheimnis der Verwandlung erzählt, als er erfährt, dass sie die Enkelin von Gracie ist. Er gibt ihr auch einen Tipp, wie sie sich in eine Meerjungfrau verwandeln kann (zum richtigen Zeitpunkt am richtigen Ort sein).
Carl: Er war der Freund von Julia. Diese hat ihm ihr Geheimnis anvertraut und er hat Fotos gemacht. Seinetwegen zerbrach die Freundschaft zwischen Louise, Gracie und Julia.

## Besetzung und Synchronisation
Die deutsche Synchronisation entsteht nach einem Dialogbuch und unter der Dialogregie von Henning Stegelmann durch die Synchronfirma Studio Hamburg Synchron GmbH in Hamburg.

### Hauptbesetzung
| Rollenname               | Schauspieler  | Hauptrolle | Nebenrolle | Synchronsprecher     |
| ------------------------ | ------------- | ---------- | ---------- | -------------------- |
| Rikki Chadwick           | Cariba Heine  | 1.01–3.26  |            | Celine Fontanges     |
| Emma Gilbert             | Claire Holt   | 1.01–2.26  |            | Katharina von Keller |
| Cleo Sertori             | Phoebe Tonkin | 1.01–3.26  |            | Sonja Stein          |
| Isabella „Bella“ Hartley | Indiana Evans | 3.01–3.26  |            | Simona Pahl          |
| Lewis McCartney          | Angus McLaren | 1.01–3.13  | 3.26       | Leonhard Mahlich     |
| William „Will“ Benjamin  | Luke Mitchell | 3.01–3.26  |            | René Dawn-Claude     |

### Nebenbesetzung
| Rollenname           | Schauspieler          | Nebenrolle       | Synchronsprecher      | Kurzbeschreibung                                                   |
| -------------------- | --------------------- | ---------------- | --------------------- | ------------------------------------------------------------------ |
| Zane Bennett         | Burgess Abernethy     | 1.01–3.26        | Tim Knauer            | erst Rikkis Feind, später ihr Freund                               |
| Nate                 | Jamie Timony          | 1.01–3.26        | Jannik Endemann       | Freund von Zane                                                    |
| Miriam Kent          | Annabelle Stephenson  | 1.02–1.24        | Stephanie Kirchberger | Freundin von Zane                                                  |
| Tiffany              | Alice Hunter          | 1.02–1.24        | Mia Diekow            | Freundin von Miriam                                                |
| Charlotte Watsford   | Brittany Byrnes       | 2.02–2.26        | Kristina von Weltzien | Cleos Konkurrentin, später selbst Meerjungfrau und Lewis’ Freundin |
| Byron                | Christopher Poree     | 1.02–1.24        | Benny Bossert         | Surfer, Schwarm von Emma                                           |
| Ash Dove             | Craig Horner          | 2.09–2.26        | Tobias Schmidt        | Reitlehrer, später Chef des Juice-Net-Cafés                        |
| Elliot Gilbert       | Trent Sullivan        | 1.04–2.26        |                       | Bruder von Emma                                                    |
| Lisa Gilbert         | Caroline Kennison     | 1.02–2.25        | Ela Nitzsche          | Mutter von Emma                                                    |
| Neil Gilbert         | Jared Robinson        | 1.02–2.25        | Volker Hanisch        | Vater von Emma                                                     |
| Kim Sertori          | Cleo Massey           | 1.01–3.26        | Linda Fölster         | Schwester von Cleo                                                 |
| Donald „Don“ Sertori | Alan David Lee        | 1.02–3.26        | Achim Buch            | Vater von Cleo                                                     |
| Bev Sertori          | Deborah Coulls        | 1.03–1.20        |                       | Mutter von Cleo                                                    |
| Samantha Roberts     | Penni Gray            | 3.04–3.26        | Anne Moll             | spätere Ehefrau von Cleos Vater                                    |
| Terry Chadwick       | Andy McPhee           | 2.08, 2.11       | Holger Mahlich        | Vater von Rikki                                                    |
| Harrison Bennett     | Joss McWilliam        | 1.07–1.26        | Robert Missler        | Vater von Zane                                                     |
| Annette Watsford     | Tiffany Lamb          | 2.06, 2.20, 2.24 |                       | Mutter von Charlotte                                               |
| Wilfred              | Ariu Lang Sio         | 1.01–2.09        | Erik Schäffler        | Besitzer des Juice-Net-Cafés                                       |
| Amber                | Rebekah Madden-Fisher | 2.04–2.24        |                       | arbeitet im Juice-Net-Café                                         |
| Sophie Benjamin      | Taryn Marler          | 3.06–3.26        | Kaya Marie Möller     | Schwester von Will, arbeitet im Rikki's                            |
| Dr. Linda Denman     | Lara Cox              | 1.08, 1.25–1.26  | Maria Vrijdaghs       | Meeresbiologin                                                     |
| Ryan                 | Andrew Lees           | 3.17–3.26        | Fabian Harloff        | Gesteinsexperte                                                    |
| Louise Chatham       | Christine Amor        | 1.04–1.26        | Micaëla Kreißler      | Meerjungfrau-Ratgeberin für Emma, Cleo und Rikki                   |
| Max Hamilton         | Martin Vaughan        | 2.19–2.26        |                       | früherer Freund von Louise Chatham                                 |

### Weitere Rollen
| Rollenname               | Schauspieler          | Nebenrolle            | Synchronsprecher | Kurzbeschreibung              |
| ------------------------ | --------------------- | --------------------- | ---------------- | ----------------------------- |
| Thea Gilbert             | Arna Maria Winchester | 1.07                  |                  | Tante von Emma                |
| Emmas Oma                | Flloyd Kennedy        | 1.07                  |                  | Oma von Emma                  |
| Angela                   | Jade Paskins          | 1.19                  |                  | Cousine von Cleo              |
| Lenny McCartney          | Preston Forsyth       | 1.06                  |                  | Bruder von Lewis              |
| Candy                    | Birgette Paroissien   | 1.07, 1.22            |                  | Freundin von Harrison Bennett |
| Billy                    | Thomas Malios         | 2.02                  |                  | Bruder von Nate               |
| Isabella „Bella“ Hartley | Jamie Ellen Ewing     | 3.10                  |                  | jung                          |
| Harrison Bennett         | Damien Bryson         | 1.10                  |                  | jung                          |
| Gracie Watsford          | Ashleigh Brewer       | 1.23, 2.19–2.20       |                  | jung                          |
| Louise Chatham           | Teri Haddy            | 1.21, 1.23, 2.19–2.20 |                  | jung                          |
| Julia Dove               | Amrita Tarr           | 1.23                  |                  | jung                          |
| Julia Dove               | Taryn Marler          | 2.19–2.20             |                  | jung                          |
| Carl                     | Brett Sellwood        | 1.23                  |                  | jung                          |
| Max K. Hamilton          | Matthew Scully        | 2.19–2.20             |                  | jung                          |

## Die Anhänger
Die drei Anhänger wurden von Max Hamilton für die ursprünglichen Meerjungfrauen (Louise Chatham, Gracie Watsford und Julia Dove) gemacht. Der erste Anhänger wurde von Emma am Grunde des Mondsees auf Mako Island gefunden. Sie gab ihn später Cleo, weil Miriam versucht hatte, den Anhänger zu stehlen. Den zweiten wollte Rikki in einem Geschäft kaufen, aber Miriam kam ihr zuvor. Am Ende bekommt sie ihn dann doch. Der dritte Anhänger wurde von Miss Chatham an Emma weitergegeben, weil Miss Chatham will, dass alle drei Anhänger zusammen sind. Max erzählt, dass alle Anhänger unterschiedlich sind. Der von Emma hat einen weißen Stein, der von Rikki einen roten und der von Cleo einen blauen.
In der dritten Staffel tragen alle drei blaue Kristallsteine aus dem Mondsee, die sie auch benutzen können, um den Wassertentakel zum Vorschein zu bringen, indem sie sie in Einkerbungen in der Wand des Mondsees stecken. Zunächst trägt nur Bella eine solche Kette, ihr Kristallstein stammt aus einer Mondseegrotte in Irland, in der sie verwandelt wurde. Rikkis und Cleos Kristallsteine stammen aus dem Mondsee auf Mako Island.

## Meerjungfrauen in der Serie

### Verwandlung in Meerjungfrauen
Wenn die Mädchen Wasser berühren, verwandeln sie sich nach ca. zehn Sekunden in Meerjungfrauen. Es verschwinden ihre Beine und stattdessen erscheint ein bronzefarbener Fischschwanz. Mit diesem können sie sich außergewöhnlich schnell im Wasser fortbewegen. Außerdem verschwindet ihre Kleidung, sie tragen ein ebenfalls bronzefarbenes Bikinioberteil, und ihr Haar ist offen, egal welche Frisur sie vorher haben. Außerdem sind sie sofort ganz nass, nachdem sie sich verwandelt haben, egal wie wenig Wasser sie berührt haben.
Nach der Rückverwandlung erscheinen Kleidung und Frisur wieder in derselben Form wie vor der letzten Verwandlung. Unter Wasser können sie nicht sprechen und nicht atmen, aber die Meerjungfrauen verständigen sich mit Zeichensprache. Sie können über 15 Minuten lang unter Wasser bleiben.

### Magische Fähigkeiten der Meerjungfrauen
Rikki, Emma, Cleo und Bella besitzen jede eine einzigartige magische Fähigkeit, die sie jedoch nur defensiv (Ausnahme: bei Vollmond), oder um anderen Menschen zu helfen, einsetzen (siehe weiter oben unter Hauptfiguren).
Charlotte hingegen hat alle drei Fähigkeiten des originalen Trios. Sie missbraucht ihre Kräfte, um persönliche Rache zu üben und dem Trio in der 2 Staffel zu schaden.

### Der Mond
Der Vollmond verwandelte Rikki, Emma und Cleo in Meerjungfrauen, als sie im Mondsee auf Mako Island waren.

#### Auswirkung des Vollmondes auf die Meerjungfrauen
Wenn die Meerjungfrauen in den ersten zwei Staffeln den Vollmond anschauen oder eine Spiegelung des Vollmondes sehen, können sie sich selbst oder ihre Kräfte nicht mehr kontrollieren und es geschehen seltsame Dinge mit ihnen, z. B. kann Cleo plötzlich wunderschön singen, Emma will unbedingt, dass Ash sie als Meerjungfrau sieht und Rikki zündelt auf Mako Island. Danach können sie sich allerdings an nichts mehr erinnern.
Am Anfang der zweiten Staffel schwimmen Rikki, Emma und Cleo unter dem Einfluss des Vollmondes nach Mako Island und erhalten so verstärkte Kräfte.
Sogar unter Vollmondeinfluss können die drei Meerjungfrauen verhindern, dass Charlotte den Mondsee berührt, als sie ihn bei Vollmond entdeckt.

#### Auswirkung des Vollmondes auf den Mondsee
Wenn der Vollmond durch den Krater des Mondsees scheint, beginnt das Wasser im Mondsee zu brodeln. Jeder, der dann dort hinein gerät, wird nach wenigen Stunden zu einer Meerjungfrau oder verwandelt sich in der 50 Jahres-Konstellation der Planeten wieder zurück.

#### Mondfinsternis
Durch Lewis und Miss Chatham erfahren die drei Mädchen, dass sie ihre Kräfte wieder verlieren, wenn sie während einer Mondfinsternis im Mondsee baden. Miss Chatham verheimlicht den drei Meerjungfrauen jedoch zunächst, dass dies bloß für zwölf Stunden anhält.

#### Der besondere Mond
Alle 50 Jahre sind alle Planeten in einer Linie auf den Vollmond ausgerichtet. Dann ist der Mond besonders stark und dadurch können die Meerjungfrauen ihre Kräfte und ihr Meerjungfrauendasein für immer verlieren. Auf diese Weise haben auch Charlotte und Gracie, eine Freundin von Miss Chatham, ihre Kräfte verloren.

#### Der Tentakel
In der dritten Staffel verändert sich der Mondsee; sowohl optisch als auch magisch. Er besitzt nun keine der bisherigen Kräfte der ersten beiden Staffeln mehr. Wenn nun der Vollmond aufgeht, erscheint stattdessen eine Wand aus Wasser, die wiederum Wasserpfeile in den Kratersee hineinschießt. Anschließend entsteht in dem Kratersee der Tentakel; eine Art durchsichtiger Tintenfisch aus Wasser, der sich sehr schnell durch das Meer bewegt. Gleichzeitig kann er aber auch zum Beispiel in Wasserspendern auftauchen, obwohl diese nicht mit dem offenen Meer verbunden sind.
Dieser Tentakel versucht Cleo, Rikki oder Bella einzufangen, indem er sie mit seinen Armen festhält und zum Mondsee bringt. Was er dort will, ist zunächst nicht klar. So versucht er zunächst Rikki unter Wasser zu ziehen und dort festzuhalten oder Bella in Wasser zu verwandeln. Nachdem alle drei die Mondkristalle als Anhänger tragen, versucht der Tentakel ihnen einen Film zu zeigen, der sie vor einem Kometen warnt.
Es wird angedeutet, dass der Mondsee zur Vertreibung dieses Kometen spezielle Mechanismen besitzt, jedoch können Cleo, Rikki und Bella diese nicht verwenden, da der Mondsee zuvor von Ryan und Sophie zerstört worden ist.

## Produktion und Ausstrahlung
Die Serie wurde als deutsch-australische Produktion produziert, für deren Realisierung ein Budget von mehr als 14 Millionen Euro zur Verfügung stand. Die Erstausstrahlung der Originalfassung erfolgte Mitte 2006 auf Network Ten, während die deutschsprachige Fassung erstmals ein Jahr später im KiKA lief.
2008 führte die Serie mit einem Marktanteil von 42 % (ca. 10 – 15 Mio.), der Einschaltquoten in der Zielgruppe 8 – 12 Jahre, die australischen TV Charts an.
Inzwischen läuft die Serie in mehr als 20 Ländern, darunter Australien, Schweiz, Deutschland, Österreich, Belgien, Bulgarien, Skandinavien, Frankreich, Griechenland, Island, Israel, Italien, Südkorea, Mexiko, den Niederlanden, Slowenien, Spanien, Rumänien, Polen und England.
| Staffel   | Episoden | Ausstrahlung (Australien) Network Ten    | Ausstrahlung (Deutschland) KiKA | Ausstrahlung (Deutschland) ZDF      |
| --------- | -------- | ---------------------------------------- | ------------------------------- | ----------------------------------- |
| Staffel 1 | 26       | 7. Juli bis 29. Dezember 2006            | 30. Juli bis 15. August 2007    | 14. Oktober 2007 bis 20. April 2008 |
| Staffel 2 | 26       | 28. September 2007 bis 21. März 2008     | 24. April bis 12. Mai 2008      | 4. Mai bis 2. November 2008         |
| Staffel 3 | 26       | 26. Oktober 2009 bis 16. April 2010 (UK) | 20. Mai bis 10. Juni 2010       | 16. Mai bis 8. August 2010          |

## Ableger

### Mako – Einfach Meerjungfrau
Im Juli 2011 wurde die Produktion eines Ablegers namens Mako – Einfach Meerjungfrau angekündigt. Die neue Serie, die im Original den Titel Mako Mermaids trägt, folgt den Abenteuern des 15-jährigen Zac und den Meerjungfrauen Sirena, Nixie und Lyla. Die Dreharbeiten dazu begannen Anfang Mai 2012. Sie folgt dabei im Wesentlichen der Thematik der H2O-Serie, erweitert sie aber auf Meerjungfrauen, die seit Geburt im Wasser leben. Die erste Staffel wurde zwischen dem 28. September 2013 in ZDFtivi und im KiKA erstausgestrahlt. Ab dem 19. November 2015 folgte eine zweite und ab dem 3. Oktober 2016 eine dritte Staffel. In der dritten Staffel wird auch die Geschichte Rikkis fortgeschrieben.

### H2O – Abenteuer Meerjungfrau
Vom 28. August bis zum 2. Oktober 2015 wurde bei KiKA die Animationsserie H2O – Abenteuer Meerjungfrau gezeigt. Die Serie, die im Original den Titel Mermaid Adventures trägt, erzählt in 26 Folgen wie in der Realserie Geschichten um die Mädchen Cleo, Rikki und Emma. Die Serie zielt aber auf jüngere Zuschauer und nun können sie auch unter Wasser sprechen. Sie kommunizieren mit den Meeresbewohnern und erleben dort Abenteuer.

## Weitere Medien

### Bücher
Die Bücher sind im Panini Verlag erschienen.
| Band   | Titel                        | Erscheinungsdatum  | Seiten | ISBN                   |
| ------ | ---------------------------- | ------------------ | ------ | ---------------------- |
| Band 1 | Magische Verwandlung         | 13. März 2008      | 125    | ISBN 978-3-8332-1709-8 |
| Band 2 | Ein Leben voller Geheimnisse | 13. März 2008      | 127    | ISBN 978-3-8332-1710-4 |
| Band 3 | Gefangen im Netz             | 15. August 2008    | 137    | ISBN 978-3-8332-1797-5 |
| Band 4 | Pech auf der Pyjama-Party    | 9. Oktober 2008    | 144    | ISBN 978-3-8332-1798-2 |
| Band 5 | Miss Meereskönigin           | 13. März 2009      | 144    | ISBN 978-3-8332-1847-7 |
| Band 6 | Voll verliebt                | 13. März 2009      | 144    | ISBN 978-3-8332-1848-4 |
| Band 7 | Mondsüchtig                  | 18. September 2009 | 144    | ISBN 978-3-8332-1944-3 |
| Band 8 | Gefährliche Experimente      | 18. September 2009 | 144    | ISBN 978-3-8332-1945-0 |

### DVD
In Deutschland sind alle Folgen einer Staffel in einem Paket zu je vier DVDs zusammengefasst.
| Staffel    | Erscheinungsdatum | Länge       |
| ---------- | ----------------- | ----------- |
| 1. Staffel | 29. Mai 2008      | 624 Minuten |
| 2. Staffel | 22. Oktober 2009  | 624 Minuten |
| 3. Staffel | 17. Januar 2011   | 624 Minuten |

### Magazin zur Serie
Am 28. Mai 2008 erschien das erste offizielle Magazin zur Serie. Das zweite Magazin erschien am 5. November 2008. Seit dem 18. Juni gibt es ein drittes Magazin, das im Gegensatz zu den anderen zweien ein Fotostoryheft ist.

### Merchandising
In einem von der ZDF Medienprojekte-Entwicklungsgesellschaft mbH & Co. KG und Mundo GmbH gemeinschaftlich betriebenen H2O-Onlineshop werden zahlreiche Merchandisingprodukte für die Zielgruppe der Sendung vertrieben.

## Hintergrundinformationen
- Der Regisseur der ersten 13 Folgen, Jeffrey Walker, war gerade einmal 23 Jahre alt.
- Der Originaluntertitel der Serie lautet: „Just add water“ = „Einfach Wasser hinzufügen“.
- Lara Cox (Dr. Denman) und Brittany Byrnes (Charlotte Watsford) spielten bereits in dem australischen TV-Film „Mermaids – Landgang mit Folgen“ mit.
- Die Unterwasseraufnahmen wurden im australischen Sea World gedreht. Der Ort dient auch als Kulisse für Cleos Job im Freizeitpark.
- Der offizielle Soundtrack zur Serie heißt „H2O: Just Add Water Soundtrack“ und wurde in der ersten Staffel von Ellie Henderson und in der zweiten von Kate Alexa gesungen. Ab der dritten Staffel wird der Soundtrack von Indiana Evans alias Isabella „Bella“ Hartley gesungen.
- Der bei den Unterwasseraufnahmen angewendete Schwimmstil wird als Mermaiding bezeichnet.